# Pouteria alnifolia
Espèce
Synonymes
- Chrysophyllum alnifolium Baker[1] [2]
- Chrysophyllum ferrugineotomentosum Engl.[1]
- Malacantha acutifolia A.Chev.[1]
- Malacantha alnifolia (Baker) Pierre[2]
- Malacantha centralis A.Chev.[1]
- Malacantha ferrugineotomentosa (Engl.) Engl.[1]
- Malacantha heudelotiana Pierre[1]
- Malacantha obtusa C.H.Wright[1]
- Malacantha sacleuxii Lecomte[1]
- Malacantha warneckeana Engl.[1] [2]
- Pouteria alnifolia var. alnifolia[1]

Pouteria alnifolia est une espèce de plantes à fleurs de la famille des Sapotaceae.

## Liste des variétés
Selon Tropicos (11 avril 2019) (Attention liste brute contenant possiblement des synonymes) :
- variété Pouteria alnifolia var. alnifolia
- variété Pouteria alnifolia var. sacleuxii (Lecomte) L. Gaut.

## Publication originale
- Bulletin de l'Institut Française d'Afrique Noire 15: 1417. 1953.